# Telescopus tripolitanus
Espèce
Synonymes
- Leptodira tripolitana Werner, 1909
- Tarbophis guidimakaensis Chabanaud, 1916
- Pseudotarbophis gabesi Domergue, 1955
- Telescopus guidimakaensis (Chabanaud, 1916)

Telescopus tripolitanus  est une espèce de serpents de la famille des Colubridae.

## Répartition
Cette espèce se rencontre :
- au Sahara occidental ;
- en Mauritanie ;
- au Sénégal ;
- au Mali ;
- au Burkina Faso ;
- au Niger ;
- dans le nord du Nigeria.

## Description
L'holotype de Telescopus tripolitanus mesure 740 mm dont 110 mm pour la queue.

## Publication originale
- Werner, 1909 : Reptilien, Batrachier und Fische von Tripoli und Barka. Zoologische Jahrbücher. Abteilung für Systematik, Geographie und Biologie der Tiere, vol. 27, p. 595-646 (texte intégral).